# Пліща (річка)
Пліща — річка у Вовковиському й Мостівському районах, Гродненська область, Білорусь. 
Права притока Росі (басейн Німану).

## Опис
Довжина річки 22 км, похил річки 1,6 м/км, площа басейну водозбору 62 км². Формується безіменними струмками та озером Немнище.

## Розташування
Бере початок на південь від села Колядичі. Тече переважно на північний захід через озеро Немнище й за 1,9 км на південний схід від міста Дубно впадає в річку Рось, ліву притоку річки Німан.